# Как я попал в колледж
«Как я попал в колледж» (англ. How I Got Into College) — американский кинофильм 1989 года режиссёра Сэвиджа Стива Холланда.

## Сюжет
Несмотря на протест родителей, которые хотели бы видеть дочь в университете Мичигана, Джессика собирается поступать в колледж в Пенсильвании. А вслед за ней в колледж Ремси устремляется влюбленный в неё одноклассник Марлон.

## В ролях
- Энтони Эдвардс — Кип Хамметт
- Кори Паркер — Марлон Браун
- Лара Флинн Бойл — Джессика Кайло
- Финн Картер — Нина Саши
- Чарльз Рокет — Лео Уайтман
- Брайан Дойл-Мюррей — тренер Эванс